# Multipólový rozvoj
Multipólový rozvoj je ve fyzice druh zápisu konzervativního fyzikálního pole ve formě řady. Tento zápis je možno použít, pokud má zdroj pole konečné rozměry a potenciál splňuje Laplaceovu rovnici. Nejčastěji se tak používá v kontextu elektrostatiky a newtonovské gravitace.
Členy v multopólovém rozvoji se nazývají multipólové momenty a jejich názvosloví je následující. První člen v řadě se nazývá monopól, druhý dipól a třetí kvadrupól. Když je člen v řadě na pozici {\displaystyle l}, pak název momentu je odvozen od čísla {\displaystyle 2^{l}}. Další členy jsou oktupól, hexadekapól a tak dále. Názvy jsou odvozeny z faktu, že pro vytvoření pole, které má první nenulový člen v multipólovém rozvoji na pozici {\displaystyle l}, je třeba alespoň {\displaystyle 2^{l}} bodových nábojů.
Potenciál v elektrostatice i newtonovské gravitaci se pro bodový zdroj chová jako funkce {\displaystyle C\cdot r^{-1}}, kde {\displaystyle C} je konstanta charakterizující zdroj a {\displaystyle r} je vzdálenost pozorovatele od zdroje. Multipólový rozvoj spočívá v rozepsání potenciálu do řady, jejíž členy klesají různými rychlostmi. Monopólový příspěvek klesá jako {\displaystyle r^{-1}}, dipólový příspěvek jako {\displaystyle r^{-2}} a kvadrupólový jako {\displaystyle r^{-3}} atd. Pro velké vzdálenosti {\displaystyle r} od zdroje jsou tak vyšší členy často zanedbatelně malé. Jedná se o analogii k Taylorově rozvoji.
Pokud je zdroj složitý (např. má složitý tvar), může být velmi složité zjistit, jak vypadá generované pole. Multipólový rozvoj se v takových případech používá, pokud chceme zjistit tvar složitého pole ve velké vzdálenosti od zdroje. To spočívá v aproximaci pole pomocí několika prvních členů řady. Nejčastěji jsou pro svou jednoduchost použity pouze první tři členy, ale např. při přesném popisu pohybu satelitu v gravitačním poli Země jsou měřitelné příspěvky členů až do šestého řádu.
Multipólový rozvoj se počítá okolo předem zvoleného středu. Obecně je možno spočíst jej pro libovolně zvolený střed, který se může nacházet i mimo zdroj, ale je třeba dbát na konvergenci řady. Konvergence je zaručena, pokud se pozorovatel nachází dále od zvoleného středu, než jakákoliv část zdroje. Geometricky si lze tuto podmínku představit tak, že si okolo zvoleného středu zkonstuujeme kouli, která je dost velká, že obsahuje celý zdroj. Multipólový rozvoj potenciálu je pak možno provést pro střed, který se nachází mimo tuto kouli. Pokud má multipólový rozvoj konečný počet členů, pak konverguje vždy.

## Konstrukce

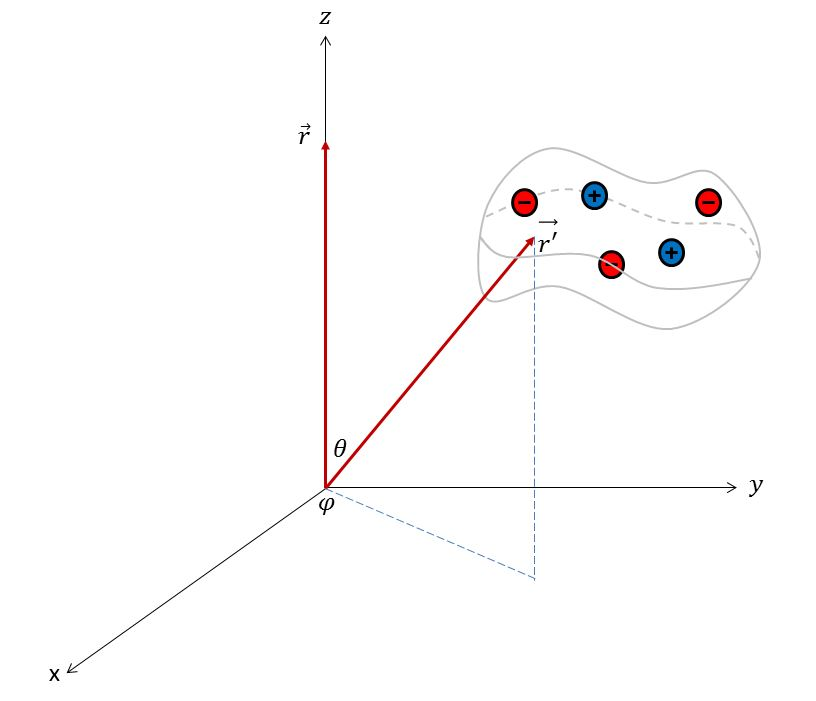
Ilustrace použitých vektorů. Objekt vpravo nahoře reprezentuje libovolný zdroj konečných rozměrů. je vzdálenost mezi konci vektorů a. je úhel mezi a.

Multipólový rozvoj lze použít libovolný potenciál, který splňuje Laplaceovu rovnici. Vzorec pro takový potenciál v obecném bodě pro obecný zdroj je
{\displaystyle \phi (\mathbf {r} )=C\int \limits _{V}{\frac {\rho (\mathbf {r} ')}{\vert \mathbf {r} -\mathbf {r} '\vert }}\,dV',}
kde integrujeme polohový vektor {\displaystyle \mathbf {r} '=(x',y',z')} přes objem {\displaystyle V} a vektor {\displaystyle \mathbf {r} } určuje polohu, ve které chceme spočíst hodnotu potenciálu. V následujícím textu budou rozlišovány vektory a skaláry. Vektory budou značeny pomocí tlustých písmen ({\displaystyle \mathbf {r} }) a skaláry pomocí standardních písmen ({\displaystyle r}). {\displaystyle \mathbf {r} '} je poloha zdroje vůči předem zvolenému středu a {\displaystyle \mathbf {r} =(x,y,z)} je poloha bodu, ve kterém počítáme potenciál, vůči středu. Střed je možno volit v libovolném místě, ale během celého výpočtu musí být neměnný.
Multipólový rozvoj lze odvodit více různými způsoby. Často se pro odvození používají tzv. kartézský a sférický rozvoj. Kartézský rozvoj je kratší na odvození, ale sférický rozvoj zároveň ukazuje souvislost multipólového rozvoje a rozvoje pole do sférických harmonik. Oba typy rozvojů jsou rovnocenné a lze je převádět mezi sebou. Kartézský rozvoj je řadou tenzorů, jejichž řád se s každým členem zvyšuje, což jej činí nepraktickým pro zápis členů za kvadrupólem.

### Kartézský rozvoj
Nejvíce přímočarý je postup, při kterém se použije Taylorův rozvoj z funkce {\displaystyle {\frac {1}{\vert \mathbf {r} -\mathbf {r} '\vert }}} okolo bodu {\displaystyle \mathbf {r} '=0}. Derivace se provádí vzhledem k vektoru {\displaystyle \mathbf {r} '} (přitom vektor {\displaystyle \mathbf {r} } je konstantní).
{\displaystyle {\frac {1}{\vert \mathbf {r} -\mathbf {r} '\vert }}=\sum \limits _{l=0}^{\infty }{\frac {1}{l!}}\left(\mathbf {r} '\cdot \mathbf {\nabla } '\right)^{l}\left.{\frac {1}{\vert \mathbf {r} -\mathbf {r} '\vert }}\right\vert _{\mathbf {r} '=0}}
{\displaystyle ={\frac {1}{r}}+{\frac {\mathbf {r} \cdot \mathbf {r} '}{r^{3}}}+\left({\frac {3\mathbf {r} '\cdot \mathbf {r} \mathbf {r} \cdot \mathbf {r} '-r^{2}(\mathbf {r} ')^{2}}{r^{5}}}\right)+\dots }
Přitom byla použita identita z vektorové analýzy
{\displaystyle \mathbf {\nabla '} \left.\left({\frac {1}{\vert \mathbf {r} -\mathbf {r} '\vert }}\right)\right\vert _{\mathbf {r} '=0}={\frac {\mathbf {r} }{r^{3}}}}.
Napsání dvou vektorů vedle sebe bez tečky zde značí tenzorový součin. Tedy {\displaystyle \mathbf {r} '\mathbf {r} '} je symetrická matice se složkami 
{\displaystyle \mathbf {r} '\mathbf {r} '={\begin{pmatrix}x'^{2}&x'y'&x'z'\\y'x'&y'^{2}&y'z'\\z'x'&z'y'&z'^{2}\\\end{pmatrix}},}
kde složky vektoru jsou {\displaystyle \mathbf {r} '=(r'_{1},r'_{2},r'_{3})=(x',y',z')}.
Rozvoj se potom dosadí do původního vzorce pro potenciál a výsledkem je hledaná řada.
{\displaystyle \phi (\mathbf {r} )=C\int \limits _{V}{\frac {\rho (\mathbf {r} ')}{\vert \mathbf {r} -\mathbf {r} '\vert }}\,dV'=C{\frac {1}{r}}\int \limits _{V}\rho (\mathbf {r} ')\,dV'+C{\frac {\mathbf {r} }{r^{3}}}\cdot \int \limits _{V}\mathbf {r} '\rho (\mathbf {r} ')\,dV'+C{\frac {1}{r^{5}}}\int \limits _{V}\left(3\mathbf {r} '\cdot \mathbf {r} \mathbf {r} \cdot \mathbf {r} '-r^{2}(\mathbf {r} ')^{2}\right)\rho (\mathbf {r} )\,dV'+\dots }
Každý další člen kartézského rozvoje obsahuje tenzor o jeden řád vyšší, než ten předchozí. Každý člen je skalár a všechny obsažené tenzory jsou "obklopeny" příslušným počtem skalárních součinů, které redukují řád tenzoru. Pro oktupólový člen to znamená trojitý skalární součin, což činí problémy se zápisem. Pro vyšší členy se tak používá výhradně sférický rozvoj.

### Sférický rozvoj
Dalším a ekvivalentním způsobem zápisu potenciálu je sférický rozvoj, který umožňuje zkoumat potenciálové pole pomocí sférických funkcí. Pro zkrácení zápisu se obvykle zavádí nová proměnná  {\displaystyle R\equiv \vert \mathbf {r} -\mathbf {r} '\vert }. Podle kosinové věty můžeme vyjádřit {\displaystyle R} pomocí délek vektorů {\displaystyle r=\vert \mathbf {r} \vert ,r'=\vert \mathbf {r} '\vert } a úhlu {\displaystyle \theta } který mezi sebou svírají vektory {\displaystyle \mathbf {r} ,\mathbf {r} '}.
{\displaystyle R={\sqrt {r^{2}+r'^{2}-2rr'\cos \theta }}}
Výraz obrátíme a převedeme do Taylorovy řady.
{\displaystyle {\frac {1}{R}}={\frac {1}{\sqrt {r^{2}+r'^{2}-2rr'\cos \theta }}}={\frac {1}{r}}{\frac {1}{\sqrt {1+\left({\frac {r'}{r}}\right)^{2}-2{\frac {r'}{r}}\cos \theta }}}={\frac {1}{r}}{\frac {1}{\sqrt {1+\alpha }}}={\frac {1}{r}}\left(1-{\frac {1}{2}}\alpha +{\frac {3}{8}}\alpha ^{2}+\dots \right),}
kde bylo zavedeno {\displaystyle \alpha ={\frac {r'^{2}}{r^{2}}}-2{\frac {r'}{r}}\cos \theta }.
Do taylorovy řady dosadíme za {\displaystyle \alpha }, upravíme a dostáváme řadu v mocninách {\displaystyle {\frac {r'}{r}}}.
{\displaystyle {\frac {1}{R}}={\frac {1}{r}}\left(1+{\frac {r'}{r}}\cos \theta +{\frac {1}{2}}\left({\frac {r'}{r}}\right)^{2}(3\cos ^{2}\theta -1)+\dots \right)}
Aby taková řada zaručeně konvergovala, je nutné, aby vždy platilo {\displaystyle r'<r}, což je zaručeno, pokud se pozorovatel nachází dále od zvoleného středu, než jakákoliv část zdroje.
Koeficienty v rozvoji můžeme vyjádřit pomocí Legendreových polynomů. Stačí identifikovat, že výraz pro {\displaystyle {\frac {1}{R}}} je vytvořující funkce Legendreových polynomů. Platí totiž
{\displaystyle {\frac {1}{\sqrt {x^{2}+1-2xt}}}=\sum \limits _{l=0}^{\infty }x^{l}P_{l}(t).}
Za {\displaystyle t} stačí dosadit {\displaystyle \cos \theta }.
{\displaystyle {\frac {1}{R}}={\frac {1}{r}}{\frac {1}{\sqrt {1+\left({\frac {r'}{r}}\right)^{2}-2{\frac {r'}{r}}\cos \theta }}}={\frac {1}{r}}\sum \limits _{l=0}^{\infty }\left({\frac {r'}{r}}\right)^{l}P_{l}(\cos \theta )}
Předešlé výsledky nyní dosadíme do vzorce pro potenciál.
{\displaystyle \phi (\mathbf {r} )=C\int \limits _{V}{\frac {\rho (\mathbf {r} ')}{\vert \mathbf {r} -\mathbf {r} '\vert }}\,dV'=C\sum \limits _{l=0}^{\infty }{\frac {1}{r}}\int \limits _{V}\left({\frac {r'}{r}}\right)^{l}P_{l}(\cos \theta )\rho (\mathbf {r} ')\,dV'=C\sum \limits _{l=0}^{\infty }{\frac {1}{r^{l+1}}}\int \limits _{V}(r')^{l}P_{l}(\cos \theta )\rho (\mathbf {r} ')\,dV'}
Členy v rozvoji zde představují přímo příslušnou mocninou vzdálenosti násobenou konstantou. Jednotlivé konstanty se spočtou pomocí integrace hustoty přes zdroj, kde hustota zdroje je vážena pomocí Legendreových polynomů. Váhový člen {\displaystyle P_{l}(\cos \theta )} tvoří součást sférických harmonických funkcí a určuje směry, kterým jednotlivé členy budou příslušet.
Monopólový člen díky koeficientu {\displaystyle P_{0}(\cos \theta )=1} na směru nezávisí a odpovídá zdroji tvaru koule. Dipól s členem {\displaystyle P_{1}(\cos \theta )=\cos(\theta )} odpovídá zdroji na symetrické tyčce a kvadrupól s {\displaystyle P_{2}(\cos \theta )=3\cos(\theta )^{2}-1} zase rotačně symetrické "hrušce" nebo ve čtyřech směrech symetrickému "kříži". Příslušné tvary je složité popsat, ale z matematického hlediska je princip výpočtu snadný.
Takto je tedy možno vyjádřit rozvoj potenciálu do jednotlivých příspěvků podle toho, jak rychle klesají se vzdáleností od zdroje. Značí se
{\displaystyle \phi =\phi ^{(0)}+\phi ^{(1)}+\phi ^{(2)}+\phi ^{(3)}+\dots }.

## Použití
Díky tomu, že konstrukce se opírá pouze o předpoklad, že pole generované bodovým zdrojem splňuje Laplaceovu rovnici, je rozvoj aplikovatelný jak pro elektromagnetismus, tak i pro newtonovskou gravitaci (pouze s různými konstantami).

### Elektromagnetismus

#### Elektrostatika
Spolu s konstrukcí, která je do detailu rozebrána výše stačí dosadit příslušnou konstantu {\displaystyle C} do předešlých vzorců a potenciál tak pomocí multipólového rozvoje vyjádří jako
{\displaystyle \phi (\mathbf {r} )=\phi ^{(0)}(\mathbf {r} )+\phi ^{(1)}(\mathbf {r} )+\phi ^{(2)}(\mathbf {r} )+\dots ={\frac {1}{4\pi \varepsilon _{0}}}\left({\frac {Q}{r}}+{\frac {\mathbf {P} \cdot \mathbf {r} }{r^{3}}}+{\frac {1}{2}}{\frac {\mathbf {r} \cdot {\stackrel {\leftrightarrow }{K}}\cdot \mathbf {r} }{r^{5}}}+\dots \right)}
Hodno podotknout, že velikosti jednotlivých členů klesají jako {\displaystyle r^{-1},r^{-2},r^{-3}}. Ve jmenovateli vždy musí být mocnina taková, aby znormovala vektory {\displaystyle \mathbf {r} } přítomné v čitateli.

#### Magnetostatika
Monopólový člen je vždy nulový, protože magnetické monopóly nemohou existovat. Nejnižší nenulový člen tak může být dipól. To znamená, že magnetické pole libovolného zdroje musí klesat s třetí mocninou vzdálenosti {\displaystyle r^{-3}} a nebo ještě rychleji, pokud je dipólový moment nulový.

### Newtonovská gravitace
Monopólový člen je u gravitace vždy nenulový, protože zdroj gravitačního pole musí mít nenulovou celkovou hmotnost. To je důsledkem toho, že u gravitace neexistují žádné záporné příspěvky k poli, jak tomu je v elektromagnetismu. U gravitace se další členy v multipólovém rozvoji často berou jako pouhé korekce, protože silně gravitující vesmírná tělesa mají přibližně kulový tvar, který je kompletně popsán pomocí monopólového členu.
Jakékoliv nehomogenity v hustotě či nepravidelnosti tvaru tělesa se projevují jako malé přídavné členy. S přehledem největší z korekcí je dipólový člen, který plně popisuje zploštění tělesa pod vlivem jeho vlastní rotace. Deformace tvaru  příslušející dalším členům v rozvoji již nejsou z dlouhodobého hlediska stabilní a tak u větší těles (např. u Země) hrají jen minimální roli, třeba v korekcích drah satelitů.

## Invariance prvního nenulového momentu
Platí, že první nenulový člen v multipólovém rozvoji nezávisí na poloze středu, kolem kterého rozvoj provádíme. Pokud máme v elektrostatice zdroj s nenulovým celkovým nábojem, bez ohledu na to, jak rozvoj provedeme, koeficient u monopólového členu bude vždy stejně velký. To se obecně nedá říci o ostatních členech, protože jejich koeficienty na volbě středu závisí.
Když se střed posune o vektor {\displaystyle \mathbf {a} }, výsledek je stejný, jako když provedeme záměnu {\displaystyle \mathbf {r} '_{i}\to \mathbf {r} '_{i}+\mathbf {a} }. Závislost koeficientů na posunu je následující. Monopól nezávisí na žádné poloze náboje {\displaystyle \mathbf {r} '_{i}} a tedy se nezmění ani když posuneme střed, kolem kterého počítáme rozvoj.
{\displaystyle Q=\sum \limits _{i}Q_{i}\to \sum \limits _{i}Q_{i}}
U dipólu je však situace odlišná. 
{\displaystyle \mathbf {P} =\sum \limits _{i}\mathbf {r} _{i}Q_{i}\to \sum \limits _{i}(\mathbf {r} _{i}+\mathbf {a} )Q_{i}=\sum \limits _{i}\mathbf {r} _{i}Q_{i}+\mathbf {a} \sum \limits _{i}Q_{i}=\mathbf {P} +\mathbf {a} Q}
To znamená, že kdyby platilo {\displaystyle Q=0}, pak by dipólový moment {\displaystyle \mathbf {P} } nezávisel na poloze středu. Analogická situace nastane pro kvadrupólový moment. Pro jednoduchost je zde uvedena pouze část kvadrupólového momentu, která se transformuje (zbytek jsou jen konstanty).
{\displaystyle {\stackrel {\leftrightarrow }{K}}\sim Q^{(2)}=\sum \limits _{i}\mathbf {r} _{i}\mathbf {r} _{i}Q_{i}\to \sum \limits _{i}(\mathbf {r} _{i}+\mathbf {a} )(\mathbf {r} _{i}+\mathbf {a} )Q_{i}=\sum \limits _{i}\mathbf {r} _{i}\mathbf {r} _{i}Q_{i}+\mathbf {a} \left(\sum \limits _{i}\mathbf {r} _{i}Q_{i}\right)+\left(\sum \limits _{i}\mathbf {r} _{i}Q_{i}\right)\mathbf {a} +\mathbf {a} \mathbf {a} \sum \limits _{i}Q_{i}=Q^{(2)}+\mathbf {a} \mathbf {P} +\mathbf {P} \mathbf {a} +\mathbf {a} \mathbf {a} Q}
Členy {\displaystyle \mathbf {a} \mathbf {P} ,\mathbf {P} \mathbf {a} } nelze sloučit, protože tenzorový součin není komutativní a členy tak nejsou stejné. Lze je ale reprezentovat navzájem transponovanými maticemi.
Opět dostáváme, že kdyby byly všechny momenty nižších řádů nulové (v tomto případě {\displaystyle Q=0,\mathbf {P} =0}), pak by kvadrupólový moment nezávisel na posunu {\displaystyle \mathbf {a} }. Stejným způsobem by šlo dokázat závislost na posunu středu i pro ostatní momenty. Vždy je výsledek analogický: transformace momentu při posunu středu je úměrná momentům nižších řádů. Z toho vyplývá, že nenulový moment nejnižšího řádu je invariantní.
Důkaz výše se vztahuje pro situaci, kde jsou momenty charakterizovány součtem, tedy pro případ soustavy bodových nábojů. Úplně stejný postup by šlo použít i pro spojité rozložení náboje. V takovém případě se nahradí sumace za integrály.